# Pont de Shaharah
Pour les articles homonymes, voir Shaharah (homonymie).
Le pont de Shaharah est un pont piétonnier enjambant une gorge à proximité de Shaharah, au Yémen.

## Nom
Le pont porte le nom de la ville voisine de Shaharah. En arabe, il est nommé جسر شهارة (ǧisr šahārah).
Le pont est également surnommé « pont des Soupirs », peut-être par analogie avec le pont du même nom de Venise.

## Caractéristiques

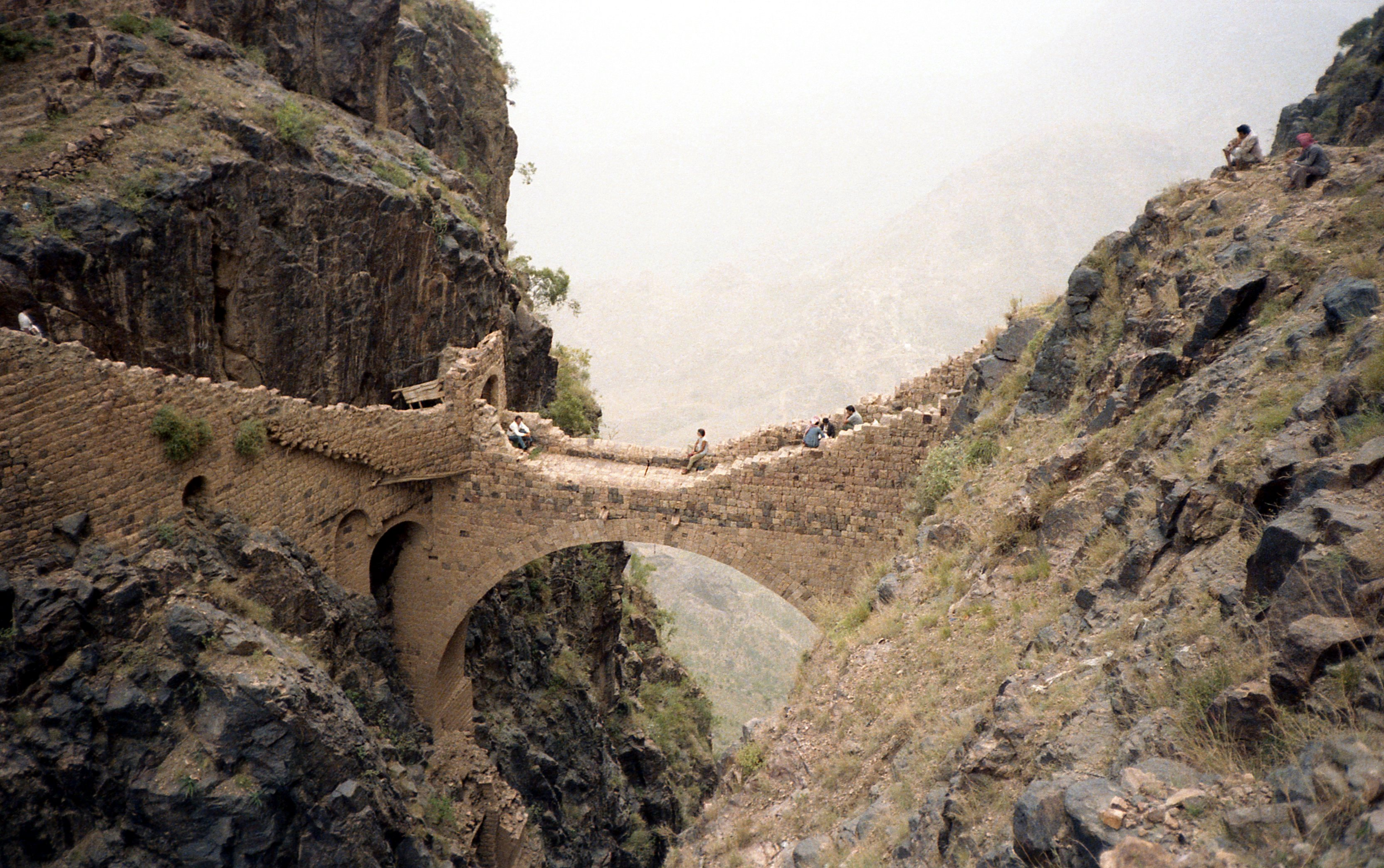
Une autre vue du pont.

Le pont se situe à 2 km à vol d'oiseau au sud-ouest de Shaharah, une ville du gouvernorat d'Amran à une centaine de km au nord-ouest de la capitale Sanaa. Il enjambe une gorge profonde entre le jebel Al-Emir et le jebel Faish ; le pont est situé près des sommets de ces deux montagnes, à près de 2 600 m d'altitude.
Le pont de Shaharah mesure environ 20 m de long sur 3 m de large et s'élève d'environ 200 m au-dessus de la vallée qu'il traverse,. C'est un pont en arc piétonnier, réalisé en maçonnerie à l'aide de pierres calcaires. De part et d'autre du pont, le sentier s'élève dans les montagnes avoisinantes par des escaliers.
Il s'agit également d'un site touristique réputé.

## Historique

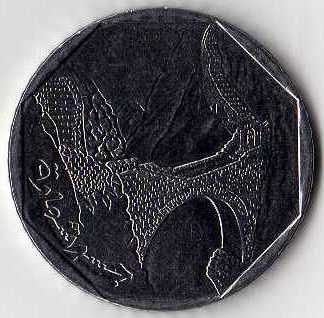
Revers de la pièce de 10 rials, décorée avec le pont de Shaharah.

Les sources divergent quant à la date de construction du pont. Selon certaines, il est érigé au XVIIe siècle par un seigneur local pour relier deux villages séparés par une gorge profonde et éviter ainsi un détour dangereux. Selon d'autres, il date de 1905, sous le règne de l'imam Yahya Muhammad Hamid ed-Din. La construction aurait duré trois ans, pour un coût d'environ 100 000 rials, une somme considérable pour l'époque. Le pont est construit selon des méthodes traditionnelles.
La pièce de 10 rials du Yémen comporte une représentation du pont de Shaharah sur l'une de ses faces.